# 미후네 타카시
미후네 타카시(みふねたかし)는 일본의 일러스트레이터이다.

## 개요
이라스토야를 운영하고 있으며, 2012년부터 매일 새로운 일러스트를 발표했지만 2021년 1월부터 체력적으로나 정신적으로 어려워 비정기적으로 발표하기로 했다. 25,000점 가량의 작품이 발표되고 있다.
처음 발표한 것은 2012년 1월 31일의 웃는 붉은귀신이었다. 10년째의 단락으로, 2021년 1월 31일에 사이트의 갱신을 정지했다. 이유는 지난 몇 년간 다른 일들이 많아져서이다.
타카시는 일러스트레이터의 개념을 바꿨다. 그때까지의 일러스트는 작자명이 중시되어 왔지만, 작자명은 모르지만 알고 있는 일러스트라는 개념이 증가했다. 일러스트는 작가명을 쓰지 않고도 사용할 수 있다는 이유로 선정되었다.
반다이에서 발매된 완구에는 미후네 타카시의 일러스트가 채용되는 등 상업적으로도 이용되고 있다.